# Lannion
Lannion (bretonsko Lannuon) je mesto in občina v severozahodni francoski regiji Bretanji, podprefektura departmaja Côtes-d'Armor. Leta 2007 je mesto imelo 19.773 prebivalcev.

## Geografija
Kraj leži v bretonski pokrajini Trégor ob reki Léguer. V bližini se nahaja letališče Aéroport de Lannion.

## Uprava
Lannion je sedež istoimenskega kantona, v katerega so poleg njegove vključene še občine Caouënnec-Lanvézéac, Ploubezre, Ploulec'h in Rospez s 24.611 prebivalci.
Mesto je prav tako sedež okrožja, v katerem se nahajajo kantoni Lannion, Lézardrieux, Perros-Guirec, Plestin-les-Grèves, Plouaret, La Roche-Derrien in Tréguier s 93.105 prebivalci.

## Zgodovina
Lannion, nekdaj glavno mesto ene od devetih pokrajin Bretanije Trégor/Bro Dreger je danes gospodarsko središče Trégorja.
Leta 1961 se je občina Lannion povečala na račun ukinitve občin Brélévenez, Buhulien, Loguivy-lès-Lannion in Servel.

## Zanimivosti
- cerkev Saint Jean du Baly,
- cerkev sv. Trojice v Brélévenezu,
- uršulinski samostan,
- samostan sv. Ane,
- grad Château Le Cruguil iz 15. stoletja.

## Pobratena mesta
- Caerphilly (Wales, Združeno kraljestvo),
- Günzburg (Bavarska, Nemčija),
- Viveiro (Galicija, Španija).